# Corniglia
Corniglia es una localidad de Italia situada en el centro de las Cinque Terre, siendo el más pequeño de los cinco pueblos. Se diferencia del resto de los pueblos de la región en que es el único que no se conecta directamente con el mar, sino que se sitúa sobre un promontorio de unos cien metros, circundado por viñedos distribuidos en las características terrazas en el lado que mira hacia el mar.
Para acceder a Corniglia es necesario ascender vía una larga escalinata conocida como Lardarina, compuesta por 33 tramos y un total de 377 escalones, o bien recorrer la carretera que la conecta con la estación de tren.
Además, Corniglia está unida a Vernazza por un paseo a medio camino entre el mar y la montaña.
Como parte de la Cinque Terre, Corniglia ha sido declarado Patrimonio de la Humanidad por la Unesco.

## Corniglia en la literatura
Corniglia es conocida por ser citada en el Decamerón de Boccaccio. La cita se realiza en la parte en la que se narran las desventuras de Ghino di Tacco, cuyo mal de estómago era tratado por su carcelero con dos rebanadas de pan bien tostadas, «servidas en una servilleta blanquísima» y acompañadas de un buen vaso de Vernaccia di Corniglia.